# Nathaniel Chalobah
Nathaniel Nyakie Chalobah, más conocido como Nathaniel Chalobah (Freetown, Área Occidental, Sierra Leona, 12 de diciembre de 1994), es un futbolista sierraleonés, nacionalizado británico. Juega como defensa o centrocampista y milita en el Sheffield Wednesday F. C. de la EFL Championship.
Es considerado uno de los jugadores más talentosos que han surgido de la Academia del Chelsea Football Club en los últimos años.
También era considerado una de las promesas del fútbol inglés, junto con Josh McEachran del Brentford FC, Jordan Henderson, del Liverpool Football Club, Andre Wisdom del West Bromwich Albion, Jack Wilshere y Alex Oxlade-Chamberlain del Arsenal FC, Phil Jones del Manchester United, Connor Wickham del Crystal Palace, Ross Barkley del Everton FC. y Jonjo Shelvey del Newcastle United.

## Trayectoria
Nathaniel se unió a la Academia del Chelsea Football Club a los 11 años de edad. Luego de irse abriendo paso a través de las diferentes categorías juveniles del club, Nathaniel hizo su debut con el equipo juvenil durante la temporada 2009-10 en un encuentro frente al juvenil del Portsmouth FC un mes antes de cumplir los 15 años de edad. En esa misma temporada, Nathaniel también hizo su debut con el equipo de reservas durante un encuentro amistoso frente al Charlton Athletic en marzo de 2010. Su primer gol con el equipo juvenil fue en abril de 2010 ante el juvenil del Leicester City, mientras que su segundo gol fue ante el juvenil del Ipswich Town en la recta final de la temporada. En total, Nathaniel disputó 8 encuentros y anotó 2 goles en su primera temporada con el equipo juvenil. Al finalizar la temporada, Nathaniel fue promovido al equipo de reservas.
El 17 de julio de 2010, durante la pretemporada del Chelsea, Nathaniel debutó con el primer equipo en la victoria por 1-0 ante el Crystal Palace, luego de haber entrado de cambio al minuto 76 por Jeffrey Bruma. Su segundo partido de la pretemporada sería en la derrota por 3-1 frente al Ajax Ámsterdam el 23 de julio de 2010, habiendo sustituido al medio tiempo a Billy Clifford.
El 22 de septiembre de 2010, cuando solamente contaba con 15 años de edad, Nathaniel fue convocado al primer equipo para un encuentro de Football League Cup ante el Newcastle United, asignándosele el dorsal #62, aunque permaneció en la banca durante todo el encuentro. En dicho partido, el Newcastle se llevó la victoria por 4-3.
La temporada 2010-11 fue la temporada de consagración para Nathaniel tanto en el equipo juvenil, como en el equipo de reservas. Nathaniel disputó 14 encuentros con el equipo de reservas durante la temporada, debutando como goleador en la victoria por 3-1 sobre el Liverpool FC el 27 de septiembre de 2010 y finalizando la temporada con dos goles anotados, además de haber sido parte fundamental en la obtención del título de la Premier Reserve League en 2011, mientras que con el equipo juvenil, Nathaniel fue pieza clave en la incursión del equipo en la FA Youth Cup, anotando goles ante el Sunderland AFC en la tercera ronda y ante el Barnsley FC en la quinta ronda, antes de anotar un doblete en las semifinales ante el Manchester United el 10 de abril de 2011. En total, Nathaniel disputó 12 encuentros con el equipo juvenil y anotó 5 goles durante la temporada.
El 31 de agosto de 2015 fue cedido al Napoli de Italia. Con los azzurri debutó el 1 de octubre en Europa League contra el Legia de Varsovia, ingresando al campo al minuto 85 en sustitución de Allan. El 10 de diciembre marcó su primer (y único) gol con la camiseta del Napoli, en el partido de vuelta contra el Legia. El 6 de enero de 2016 se produjo su debut en la Serie A contra el Torino, cuando sustituyó al capitán Marek Hamšík al minuto 88. Con el Napoli totalizó nueve presencias, de las que cinco en la liga, una en Copa Italia y tres en Europa League.

## Selección nacional
Nathaniel ha sido internacional con la selección de Inglaterra sub-16, sub-17 y sub-19. Con la sub-17, Nathaniel debutó a los 14 años de edad y desde ese entonces ha sido parte fundamental en la defensa del equipo, habiéndolo capitaneado durante el Campeonato Europeo Sub-17 de 2010, con el que se consagró campeón el 30 de mayo de 2010, al haber derrotado por 2-1 a España en la final. Un año después, Nathaniel participó en la Copa Mundial Sub-17 de 2011 en México, en donde también fue nombrado como capitán, marcando un gol en la victoria por 2-0 sobre Uruguay en la fase de grupos y otro ante Argentina en los octavos de final, el cual le dio la victoria por 4-3 a Inglaterra en una tanda de penales. Sin embargo, Inglaterra sería eliminada en cuartos de final por Alemania. Meses después de haber participado en el mundial, debutó con la sub-19 el 6 de septiembre de 2011 en el empate a 0-0 frente a los Países Bajos.
Entre 2012 y 2017 fue internacional en 40 ocasiones con la selección sub-21. El 15 de octubre de 2018 debutó con la selección inglesa en un encuentro ante España (2-3) disputado en Sevilla.

## Clubes
| Club                             | País       | Año       | Partidos | Goles |
| -------------------------------- | ---------- | --------- | -------- | ----- |
| Chelsea F. C.                    | Inglaterra | 2012-2017 | 15       | 0     |
| Watford F. C. (cedido)           | Inglaterra | 2012-2013 | 42       | 5     |
| Nottingham Forest F. C. (cedido) | Inglaterra | 2013-2014 | 12       | 2     |
| Middlesbrough F. C. (cedido)     | Inglaterra | 2014      | 19       | 1     |
| Burnley F. C. (cedido)           | Inglaterra | 2014-2015 | 4        | 0     |
| Reading F. C. (cedido)           | Inglaterra | 2015      | 20       | 1     |
| S. S. C. Napoli (cedido)         | Italia     | 2015-2016 | 9        | 1     |
| Watford F. C.                    | Inglaterra | 2017-2021 | 9        | 0     |
| Fulham F. C.                     | Inglaterra | 2021-2023 |          |       |
| West Bromwich Albion F. C.       | Inglaterra | 2023-2024 |          |       |
| Sheffield Wednesday F. C.        | Inglaterra | 2024-     |          |       |

## Palmarés

### Campeonatos nacionales
| Título           | Club         | País       | Año  |
| ---------------- | ------------ | ---------- | ---- |
| EFL Championship | Fulham F. C. | Inglaterra | 2022 |

### Campeonatos internacionales
| Título                    | Club              | País          | Año  |
| ------------------------- | ----------------- | ------------- | ---- |
| Campeonato Europeo Sub-17 | Selección inglesa | Liechtenstein | 2010 |

(*) Incluyendo la selección.